# Niels Frederiksen
Nielsen Frederiksen (Odense, 11 settembre 1968) è un allenatore di calcio danese, tecnico del Lech Poznań.

## Carriera
Dopo aver allenato varie squadre nel massimo campionato danese, nel 2015 è diventato commissario tecnico della nazionale Under-21 della Danimarca e nel 2016 ha guidato la nazionale olimpica ai Giochi Olimpici del Brasile.
Nella stagione 2020-2021, alla guida del Brøndby, ha guidato la squadra a una vittoria del campionato danese che mancava da 16 anni.

### Statistiche da allenatore
Statistiche aggiornate al 27 maggio 2022.
| Stagione           | Squadra            | Campionato         | Campionato | Campionato | Campionato | Campionato | Coppe nazionali | Coppe nazionali | Coppe nazionali | Coppe nazionali | Coppe nazionali | Coppe continentali | Coppe continentali | Coppe continentali | Coppe continentali | Coppe continentali | Altre coppe | Altre coppe | Altre coppe | Altre coppe | Altre coppe | Totale | Totale | Totale | Totale | % Vittorie | Piazzamento |
| Stagione           | Squadra            | Comp               | G          | V          | N          | P          | Comp            | G               | V               | N               | P               | Comp               | G                  | V                  | N                  | P                  | Comp        | G           | V           | N           | P           | G      | V      | N      | P      | %          | Piazzamento |
| ------------------ | ------------------ | ------------------ | ---------- | ---------- | ---------- | ---------- | --------------- | --------------- | --------------- | --------------- | --------------- | ------------------ | ------------------ | ------------------ | ------------------ | ------------------ | ----------- | ----------- | ----------- | ----------- | ----------- | ------ | ------ | ------ | ------ | ---------- | ----------- |
| apr.-giu. 2009     | Lyngby             | 1D                 | 11         | 4          | 3          | 4          | -               | -               | -               | -               | -               | -                  | -                  | -                  | -                  | -                  | -           | -           | -           | -           | -           | 11     | 4      | 3      | 4      | 36,36      | Sub.,6°     |
| 2009-2010          | Lyngby             | 1D                 | 30         | 19         | 5          | 6          | CD              | 3               | 2               | 0               | 1               | -                  | -                  | -                  | -                  | -                  | -           | -           | -           | -           | -           | 33     | 21     | 5      | 7      | 63,64      | 2°, (prom)  |
| 2010-2011          | Lyngby             | SL                 | 33         | 11         | 7          | 15         | CD              | 2               | 0               | 1               | 1               | -                  | -                  | -                  | -                  | -                  | -           | -           | -           | -           | -           | 35     | 11     | 8      | 16     | 31,43      | 8°          |
| 2011-2012          | Lyngby             | SL                 | 33         | 8          | 4          | 21         | CD              | 1               | 0               | 0               | 1               | -                  | -                  | -                  | -                  | -                  | -           | -           | -           | -           | -           | 34     | 8      | 4      | 22     | 23,53      | 11°, (ret.) |
| 2012-2013          | Lyngby             | 1D                 | 33         | 17         | 5          | 11         | CD              | 3               | 2               | 0               | 1               | -                  | -                  | -                  | -                  | -                  | -           | -           | -           | -           | -           | 36     | 19     | 5      | 12     | 52,78      | 4°          |
| Totale Lyngby      | Totale Lyngby      | Totale Lyngby      | 140        | 59         | 24         | 57         |                 | 9               | 4               | 1               | 4               |                    | -                  | -                  | -                  | -                  |             | -           | -           | -           | -           | 149    | 63     | 25     | 61     | 42,28      |             |
| 2013-2014          | Esbjerg            | SL                 | 33         | 13         | 9          | 11         | CD              | 2               | 1               | 0               | 1               | UEL                | 10                 | 6                  | 1                  | 3                  | -           | -           | -           | -           | -           | 45     | 20     | 10     | 15     | 44,44      | 5°          |
| 2014-2015          | Esbjerg            | SL                 | 33         | 10         | 10         | 13         | CD              | 6               | 4               | 1               | 1               | UEL                | 4                  | 1                  | 3                  | 0                  | -           | -           | -           | -           | -           | 43     | 15     | 14     | 14     | 34,88      | 8°          |
| Totale Esbjerg     | Totale Esbjerg     | Totale Esbjerg     | 66         | 23         | 19         | 24         |                 | 8               | 5               | 1               | 2               |                    | 14                 | 7                  | 4                  | 3                  |             | -           | -           | -           | -           | 88     | 35     | 24     | 29     | 39,77      |             |
| 2019-2020          | Brøndby            | SL                 | 26+10      | 13+3       | 3+5        | 9+2        | CD              | 2               | 1               | 0               | 1               | UEL                | 6                  | 2                  | 0                  | 4                  | -           | -           | -           | -           | -           | 44     | 19     | 8      | 16     | 43,18      | 4°          |
| 2020-2021          | Brøndby            | SL                 | 22+10      | 14+5       | 3+1        | 5+4        | CD              | 2               | 1               | 0               | 1               | -                  | -                  | -                  | -                  | -                  | -           | -           | -           | -           | -           | 34     | 20     | 4      | 10     | 58,82      | 1°          |
| 2021-2022          | Brøndby            | SL                 | 22+10      | 11+2       | 7+2        | 4+6        | CD              | 4               | 3               | 0               | 1               | UCL+UEL            | 2+6                | 0+0                | 0+1                | 2+5                | -           | -           | -           | -           | -           | 44     | 16     | 10     | 18     | 36,36      | 4°          |
| lug.-nov. 2022     | Brøndby            | SL                 | 17         | 5          | 6          | 6          | CD              | 1               | 0               | 0               | 1               | UECL               | 4                  | 2                  | 1                  | 1                  | -           | -           | -           | -           | -           | 22     | 7      | 7      | 8      | 31,82      | Eson        |
| Totale Brondby     | Totale Brondby     | Totale Brondby     | 87+30      | 43+10      | 19+8       | 24+12      |                 | 9               | 5               | 0               | 4               |                    | 18                 | 4                  | 2                  | 12                 |             | -           | -           | -           | -           | 144    | 62     | 29     | 52     | 43,06      |             |
| 2024-2025          | Lech Poznań        | EK                 | 34         | 22         | 4          | 8          | CP              | 1               | 0               | 0               | 1               | -                  | -                  | -                  | -                  | -                  | -           | -           | -           | -           | -           | 35     | 22     | 4      | 9      | 62,86      | 1°          |
| 2025-2026          | Lech Poznań        | EK                 | 1          | 0          | 0          | 1          | CP              | 0               | 0               | 0               | 0               | UCL                | 1                  | 1                  | 0                  | 0                  | SP          | 1           | 0           | 0           | 1           | 3      | 1      | 0      | 2      | 33,33      |             |
| Totale Lech Poznan | Totale Lech Poznan | Totale Lech Poznan | 35         | 22         | 4          | 9          |                 | 1               | 0               | 0               | 1               |                    | 1                  | 1                  | 0                  | 0                  |             | 1           | 0           | 0           | 1           | 38     | 23     | 4      | 11     | 60,53      |             |
| Totale carriera    | Totale carriera    | Totale carriera    | 338        | 157        | 74         | 126        |                 | 27              | 14              | 2               | 11              |                    | 33                 | 12                 | 6                  | 15                 |             | 1           | 0           | 0           | 1           | 399    | 183    | 82     | 153    | 45,86      |             |

#### Nazionale Olimpica
| Squadra            | Naz                  | da            | a              | Record | Record | Record | Record     | Record | Record | Record | Record |
| G                  | V                    | N             | P              | GF     | GS     | DR     | Vittorie % |        |        |        |        |
| ------------------ | -------------------- | ------------- | -------------- | ------ | ------ | ------ | ---------- | ------ | ------ | ------ | ------ |
| Danimarca Olimpica | Danimarca (bandiera) | 2 agosto 2016 | 15 agosto 2016 | 4      | 1      | 1      | 2          | 1      | 6      | −5     | 25,00  |

| Cronologia completa delle presenze e delle reti in nazionale ― Danimarca olimpica | Cronologia completa delle presenze e delle reti in nazionale ― Danimarca olimpica | Cronologia completa delle presenze e delle reti in nazionale ― Danimarca olimpica | Cronologia completa delle presenze e delle reti in nazionale ― Danimarca olimpica | Cronologia completa delle presenze e delle reti in nazionale ― Danimarca olimpica | Cronologia completa delle presenze e delle reti in nazionale ― Danimarca olimpica | Cronologia completa delle presenze e delle reti in nazionale ― Danimarca olimpica | Cronologia completa delle presenze e delle reti in nazionale ― Danimarca olimpica |
| Data                                                                              | Città                                                                             | In casa                                                                           | Risultato                                                                         | Ospiti                                                                            | Competizione                                                                      | Reti                                                                              | Note                                                                              |
| --------------------------------------------------------------------------------- | --------------------------------------------------------------------------------- | --------------------------------------------------------------------------------- | --------------------------------------------------------------------------------- | --------------------------------------------------------------------------------- | --------------------------------------------------------------------------------- | --------------------------------------------------------------------------------- | --------------------------------------------------------------------------------- |
| 4-8-2016                                                                          | Brasília                                                                          | Iraq olimpica                                                                     | 0 – 0                                                                             | Danimarca olimpica                                                                | Olimpiadi 2016 - 1°turno                                                          | -                                                                                 | Cap: L.Vibe                                                                       |
| 8-8-2016                                                                          | Brasília                                                                          | Danimarca olimpica                                                                | 1 – 0                                                                             | Sudafrica olimpica                                                                | Olimpiadi 2016 - 1°turno                                                          | Robert Skov                                                                       | Cap: L.Vibe                                                                       |
| 11-8-2016                                                                         | Salvador de Bahia                                                                 | Danimarca olimpica                                                                | 0 – 4                                                                             | Brasile olimpica                                                                  | Olimpiadi 2016 - 1°turno                                                          | -                                                                                 | Cap: L.Vibe                                                                       |
| 13-8-2016                                                                         | Salvador de Bahia                                                                 | Nigeria olimpica                                                                  | 2 – 0                                                                             | Danimarca olimpica                                                                | Olimpiadi 2016 - 1°turno                                                          | -                                                                                 | Cap: L.Vibe                                                                       |
| Totale                                                                            |                                                                                   | Presenze                                                                          | 4                                                                                 |                                                                                   | Reti                                                                              | 1                                                                                 |                                                                                   |

## Palmarès

### Club

#### Competizioni nazionali
- Campionato danese: 1

Brøndby: 2020-2021
- Campionato polacco: 1

Lech Poznań: 2024-2025